# Jimi Scott
Jimi Scott (ur. 29 kwietnia 1968) – amerykański snowboardzista. Nie startował na igrzyskach olimpijskich. Zajął 21. miejsce na mistrzostwach świata w San Candido. Najlepsze wyniki w Pucharze Świata osiągnął w sezonie 1996/1997, kiedy to zajął 17. miejsce w klasyfikacji generalnej, a w klasyfikacji halfpipe’a był czwarty.
W 2002 r. zakończył karierę.

## Sukcesy

### Mistrzostwa Świata
| Miejsce | Dzień       | Rok  | Miejscowość | Konkurencja | Zwycięzca     |
| ------- | ----------- | ---- | ----------- | ----------- | ------------- |
| 21.     | 24 stycznia | 1997 | San Candido | Halfpipe    | Fabien Rohrer |

### Puchar Świata

#### Miejsca w klasyfikacji generalnej
- 1996/1997 - 17.
- 1997/1998 - 127.
- 1998/1999 - 100.
- 1999/2000 - 113.

#### Miejsca na podium
1. Morzine – 16 marca 1997 (Halfpipe) - 2. miejsce